# Заячий (остров, Ленинградская область)
Заячий остров (фин. Jänissaari — «заячий остров») — небольшой необитаемый остров в Ладожском озере. Относится к группе западных Ладожских шхер. Административно относится к Севастьяновскому сельскому поселению Приозерского района Ленинградской области России.
Вытянут с северо-запада на юго-восток. Длина 0,4 км, ширина 0,2 км.
Расположен при выходе из залива Лехмалахти, юго-восточнее острова Монтоссари. Остров Заячий высокий и поросший лесом. С северо-восточной стороны — подводная (в низкий уровень воды — надводная) гряда камней.
В 1939—1944 годах на восточной оконечности острова финны установили сторожевой наблюдательный пункт. Он представляет собой бетонный квадратный бруствер высотой в 1 м от поверхности, глубиной в рост человека и размером 4×4 м. Толщина стенок 30 см.
Останавливаться лучше на западной стороне острова, где есть небольшой галечный пляж. Есть также стоянка под скалой, на которой установлен навигационный знак.

## Топографические карты
- Лист карты P-36-97,98 Приозерск. Масштаб: 1 : 100 000. Указать дату выпуска/состояния местности.